# Cuisine pied-noire
La cuisine pied-noire est la cuisine méditerranéenne des pieds-noirs, Français d'Algérie (dénommés « rapatriés » par l'État français) de l'ex-Algérie française et par extension des Français issus de l'Afrique française du Nord.
On peut considérer que la cuisine pied-noire est une combinaison des cuisines des trois communautés musulmane, juive et chrétienne, sorte de melting pot gastronomique. On y retrouve des apports de la cuisine maghrébine (arabe et berbère) et orientale (levantine, turque), juive berbère et séfarade, européenne latine (française, maltaise, espagnole, portugaise et italienne). Des plats simples, généreux et typiques existaient pour la région d'Oran, celle de la côte avec Philippeville et Bône, l’Algérois, le Constantinois, la Kabylie et les territoires du Sud. Tout dépendait de l'origine des premiers colons ainsi que des immigrants venus d'Europe à leur suite, même si la présence espagnole à Oran était bien antérieure à 1830. Cette gastronomie peut s'étendre à l'ensemble des autres Français d'Afrique du Nord, venus du Maroc et de la Tunisie.

## Une tradition

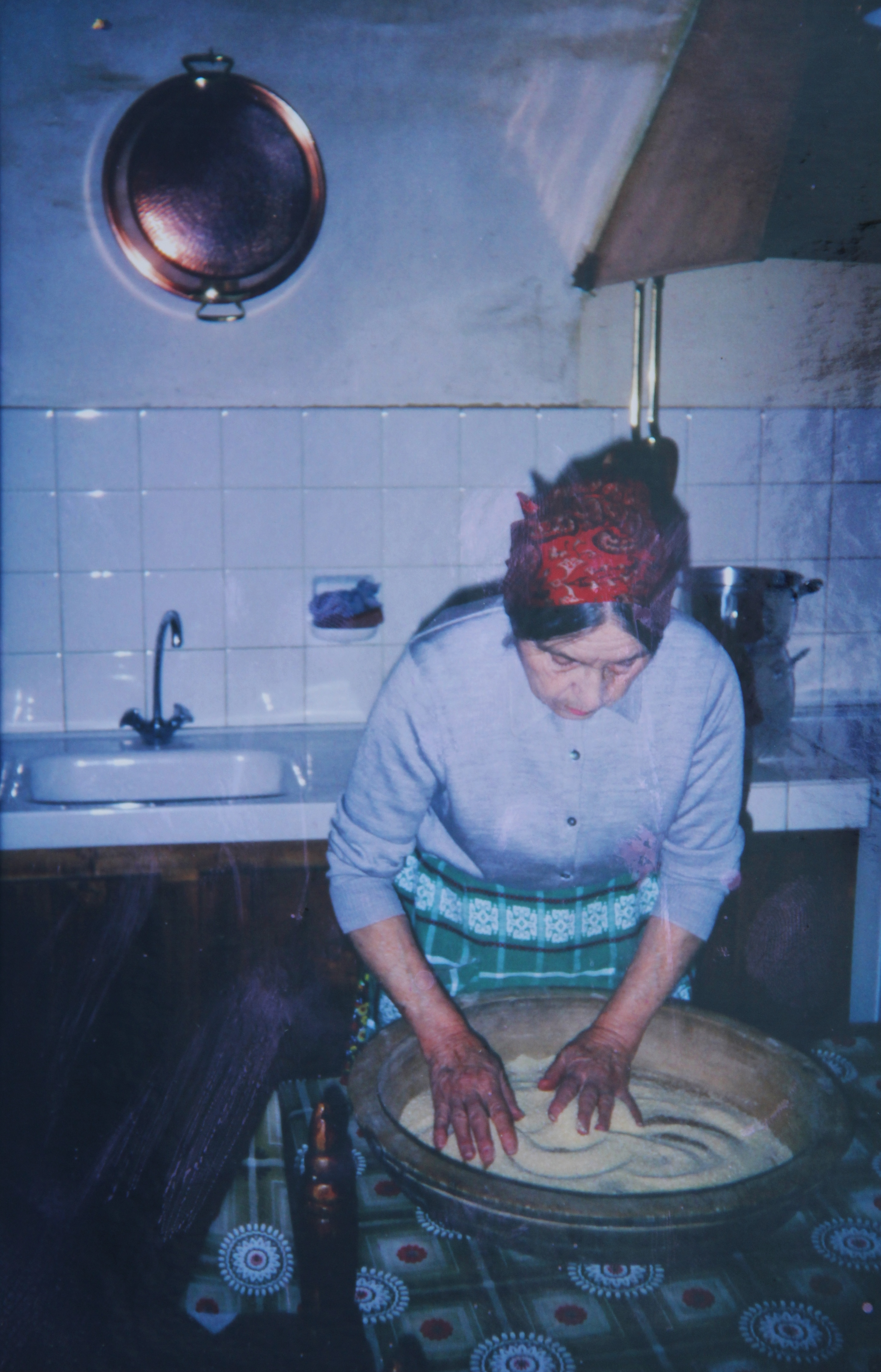
Grand-mère pied-noire roulant la semoule dans une guessaa en noyer.

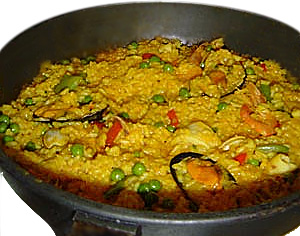
La paella.

Pour beaucoup de pieds-noirs, la cuisine reste le seul lien inextinguible avec le soleil et les parfums et senteurs de leur terroir d'origine, représentative d'un « régionalisme sans terre », au contraire de celle des autres Français. C'est l'exode massif de 1962 des pieds-noirs d'Algérie qui a fait connaître cette cuisine à l'ex-métropole. La gastronomie de ces mêmes pieds-noirs étant la plus répandue, la table reste un lieu de convivialité, d'hospitalité, de joie de vivre où la famille méditerranéenne se retrouve, comme une tribu. Cette tradition culinaire, fixée par les grands-mères et leur tour de main, sans cesse transformée et améliorée dans les familles, risque de disparaître quand les derniers pieds-noirs seront décédés. Il existe quelques livres dédiés à cette cuisine même si beaucoup de recettes continuent à se transmettre de façon orale.

## Les origines

### La cuisine du Maghreb
De nombreux plats (briks, merguez, couscous, tajines…) sont originaires de la cuisine du Maghreb qui est la composante principale de cette cuisine. Cela explique que la viande de porc et les sauces au vin soient assez peu présentes dans la cuisine pied-noire, hormis pour certains plats issus de la gastronomie de la péninsule ibérique. Enfin, on peut encore différencier les cuisines  algérienne; marocaine et tunisienne.

### La cuisine pied-noire «latine»
La cuisine pied-noire « latine » (chrétienne) est un mélange de cuisine française méridionale, catalane et espagnole, avec notamment la longanisse, les pelotas, les cocas, le gazpacho pied-noir, les migas, le cocido, le potaje viudo, les albondigas, la frita, l'arroz caldos, le vin d'orange, les rollicos, les pastisos, les pasteles de moñatos et un apport évident de la cuisine italienne du Sud, en particulier la pizza napolitaine, la timbale de macaronis et les cannellonis aux herbes. Les corbaticas.

### La cuisine juive pied-noire
La cuisine juive pied-noire a aussi des origines espagnoles (car si certains Juifs d'Afrique du Nord ont des origines berbères - les Tochavim, beaucoup ont aussi des origines séfarades espagnoles - les Megorachim - qui remontent au XVe siècle, quand ils furent expulsés en masse en 1492, à la suite du décret de l'Alhambra). On s'en aperçoit dans les spécialités, comme les recettes de poyo i gayna (poulet et poule), les pichkados (poissons), les salatas (salades), tous les plats avec uevos (œufs) et les plats dit al orno (au four) et bien d'autres. Si l'orthographe n'est pas la même qu'en espagnol d'aujourd'hui, on retrouve parfois une prononciation un peu similaire, comme dans le cas des uevos, en espagnol huevos (« œufs » en français), et dans d'autres cas avec d'autres langues, par exemple salata avec l'italien (mais c'est plus rare).
La particularité de la cuisine juive pied-noire est liée aux pratiques alimentaires : l'absence de crustacés (alors qu'ils sont très présents dans la cuisine pied-noire latine), de beurre, qui est exclu des plats cuisinés car on ne mélange pas la viande et les produits laitiers (les gâteaux et les gratins se font à la margarine, alors que le beurre et la crème sont présents dans la cuisine et la pâtisserie pied-noire).

## La création dumelting potgastronomique
Avant l'indépendance, la vie quotidienne a permis les échanges culinaires entre communautés, pendant les fêtes religieuses respectives telles que le ramadan, la Pâque juive ou les Pâques chrétiennes, Noël. Les plats et desserts s'échangent entre voisins, symboles d'hospitalité, parfois aussi pour services rendus. La minorité de pieds-noirs parlant l'arabe dialectal, car nés et ayant vécu dans le bled en Algérie, souvent dans des fermes, s'est imprégnée des cuisines arabe et kabyle. C'est au marché,, lieu où les ingrédients étaient achetés et emportés dans des couffins, que les communautés se rencontraient aussi, tout comme dans les épiceries et les boucheries dites « arabes », chez les Mozabites ainsi que chez les marchands ambulants. Tous ces plats se consommaient à la maison, dans la rue, en pique-nique à la campagne (à la Saint-Couffin pour le lundi de Pâques, excepté pour les Bônois qui la célébraient le lundi de Pentecôte), à la sortie de la messe ou à la plage le dimanche, dans les restaurants, les gargotes ou les cafés où étaient servis le café du même nom et le thé à la menthe. Pour les « dits-rapatriés », les ingrédients de la cuisine pied-noire peuvent aujourd'hui s'acheter dans les marchés en France et dans les épiceries dites halal. Mais pour beaucoup, ils n'ont pas « le goût de là-bas ! ».

## Les boissons

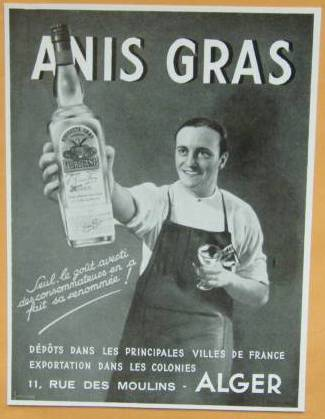
L'anisette.

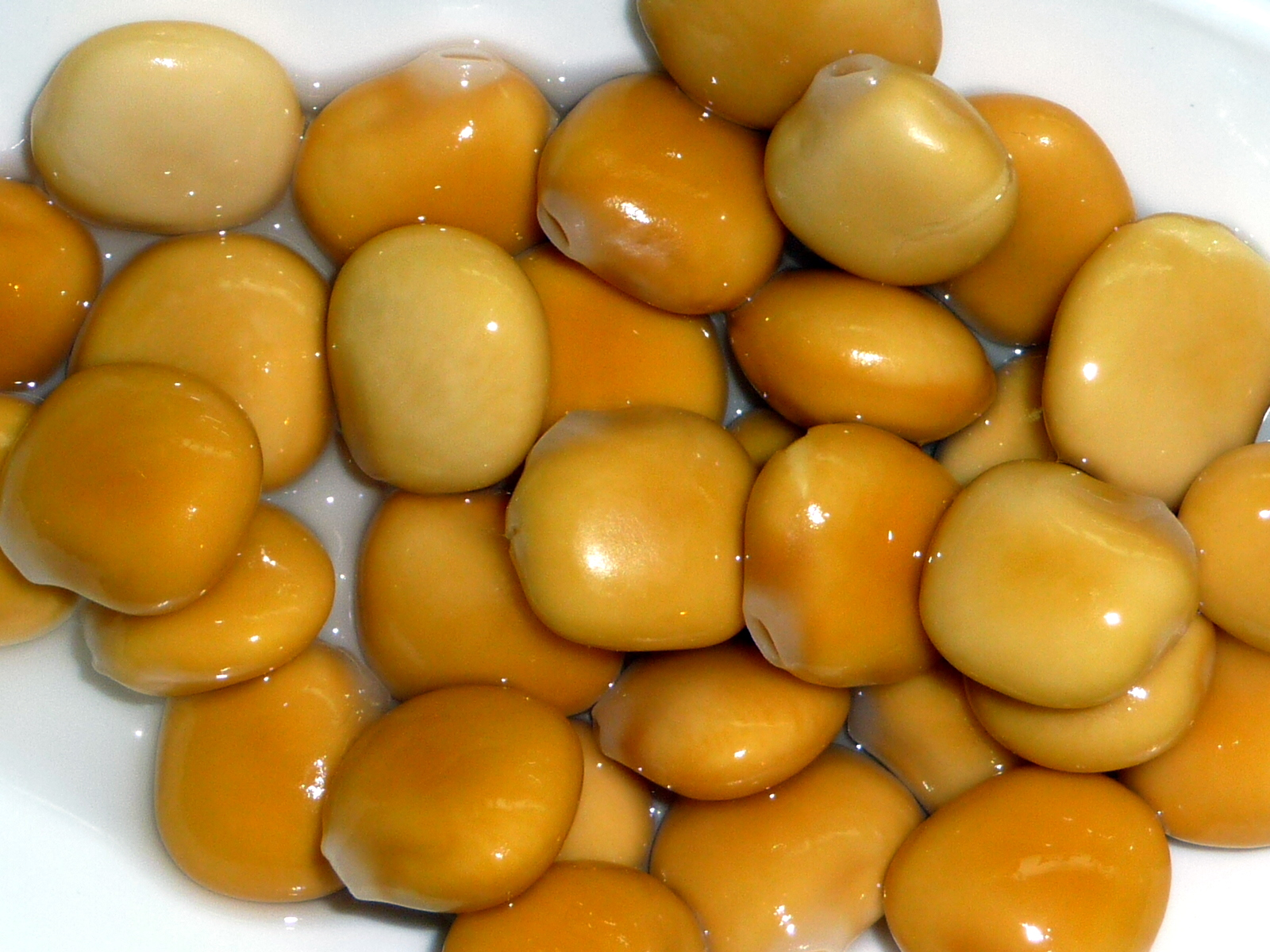
Tramousses (graines de lupin blanc saumurées).

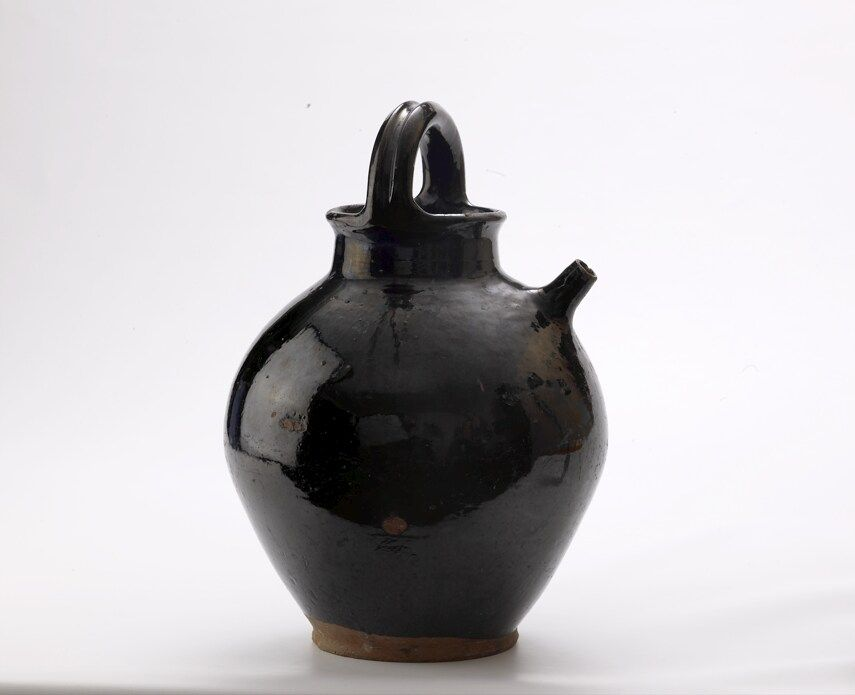
La gargoulette conserve l'eau fraîche.

- L'anisette[10],[11] : incontournable à l'apéritif, à base d'anis vert et d'autres plantes. c'est la madeleine de Proust des pieds noirs. Les marques les plus connues sont : Anis Gras (lancée à Alger en 1872), Phénix (anisette kasher), l'anisette Cristal créée à Alger en 1884 par les frères Liminana ou le Super Anis Galiana. La mauresque est composée d'anisette et de sirop d'orgeat. Mélangée à la grenadine, elle est surnommée « la tomate » alors qu'avec de la menthe elle est appelée « le poivron » ou « le perroquet[11] ». L'anisette est accompagnée de la kémia[12] (« petite dose » en arabe), assortiment d'amuse-gueules, appelées aussi tapas selon le terme espagnol[13]. D'abord sur les comptoirs des bars, la kémia a été adoptée dans les foyers où, parfois très copieuse comme à Oran et à Alger, elle pouvait remplacer le repas. Les bliblis, pois chiches grillés (appelés aussi torraïcos)[7] ou les pépins de pastèque peuvent en faire partie, comme parfois une sfachtimi (assiette de sardines).
- Autre boisson à l'apéritif : le Picon ou l'Amer Picon, élaboré en 1837 par Gaétan Picon, soldat de l'Armée d'Afrique, avec l'installation d'une distillerie à Philippeville.
- Les jus de fruits : l'Orangina créé par Léon Beton à Boufarik, en 1936[14], l'agualemon, l'antésite, la citronnade, le coco, le jus de pastèque, la limonade, le Selecto, le soda Judor. Les sirops : menthe, grenadine, citron, citron vert, entre autres de la marque Tchina.

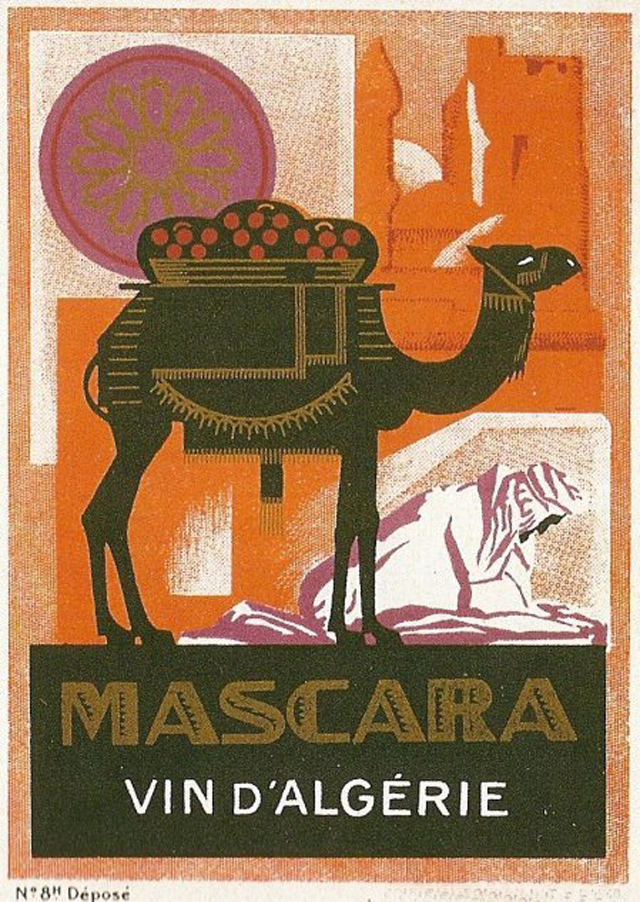
Mascara, vin d'Algérie.

- Les vins : issus de cépages importés de la métropole au XIXe siècle, la culture de la vigne était très importante avant l'indépendance de l'Algérie et était présente surtout dans l'Algérois et l'Oranie. On buvait des vins rouges, blancs, rosés, muscats, le taux d'alcool étant compris entre 13  et   17 degrés. En raison de la chaleur, pour se désaltérer, les pieds-noirs avaient l'habitude de mettre des glaçons[15]. Il reste encore quelques bouteilles ramenées lors de l'exode de 1962. Les vins les plus connus étaient le Boulaouane, le Guébar, le Mascara, le Royal Kebir, le Sidi Brahim. Il demeure encore quelques vignobles en Algérie. D'autres vins continuent à être produits au Maroc (une variété de Sidi Brahim) ou le Thébar en Tunisie.
- La bière : des brasseries malteries existaient avant l'indépendance à Oran, Philippeville et Alger. La plus ancienne était la brasserie Wolf créée en 1868, à Constantine. La bière la plus célèbre était la 33 Export. Malgré l'interdit religieux, une forte minorité de musulmans consommait cette boisson.
- La boukha : eau-de-vie de figues (originaire de Tunisie).
- L'eau, denrée rare en Algérie, était gardée au frais dans des gargoulettes.
- Le café maure et le thé à la menthe.
- Le champoreau : à base de café noir ou au lait auquel on ajoute du vin, de la liqueur ou autre alcool fort (rhum ou cognac).
- Le vin d'oranges : à base de peaux d'oranges macérées.
- Le petit lait : leben, boisson accompagnant les bradges[16] ou le couscous dans le bled. C'est le résidu aigre du lait qui reste après la transformation de la crème en beurre dans une baratte.
- Le lait de poule.

## Les plats
Ils sont préparés soit avec de l'huile d'olive (la plus utilisée), soit avec de l'huile d'arachide dite sans goût, ou encore avec du beurre, et aussi du vinaigre pour les salades.
Les olives vertes ou noires de différentes grosseurs sont aussi consommées. Conservées dans une saumure, elles peuvent être concassées.
Les épices et condiments relèvent les préparations. Utilisés en Afrique du Nord, ils sont semblables à ceux du Proche et Moyen-Orient : on retrouve l'anis, le cumin, la coriandre, le basilic, la ciboulette, le clou de girofle, le fel-fel (piment rouge), l'ail, l'oignon, le safran, la menthe verte, la noix de muscade, le ras-el-hanout (mélange de cumin, paprika, cannelle, grains de fenouil).
Les sauces sont : la harissa, l'escabèche, l'aïoli, la béchamel, la dersa (sauce piquante), la sauce tomate.
Les différents plats utilisent les produits de la mer, de la rivière et de la terre (viandes, légumes, mollusques, crustacés, poissons).
La semoule de blé est aussi une base de l'alimentation : fine, moyenne ou grosse (smid). L'Algérie, de l'Antiquité à l'indépendance, a toujours été un grenier à blé. La marque la plus célèbre de cette même semoule avant 1962, était Ferrero Ricci, créée à Alger en 1907.
Il existe aussi différentes sortes de pains : fougasse, kesra, pain arabe, pain juif (azyme), pain de semoule à la levure, petits pains aux dattes et aux noix.
- Le plat le plus frugal : une tranche de pain avec de l'huile d'olive et frottée avec de l'ail[17].
- Le plat complet le plus emblématique : le couscous[18]. Il s'agit de semoule de blé, le plus souvent de taille moyenne, appelée « graine » après la cuisson dans une couscoussière, puis roulée à la main avec du beurre. Il peut être au mouton, à l'agneau, au poulet, aux boulettes de viande, au poisson (avec des poissons à chair ferme tel le mérou, comme cela se fait encore actuellement sur la côte algérienne), aux tripes de mouton (barboucha). Il est garni de différents légumes suivant l'origine géographique des familles : aubergines, cœurs d'artichauts (rorchas), cardes, carottes, chou pour les pieds-noirs originaires d'Alsace-Lorraine, courgettes, petites fèves, navets et pois chiches (hamous), piments rouges ou verts (fel fel). Le vin n'est pas obligatoirement présent pour le consommer. Le bouillon peut être épicé avec la harissa. Traditionnellement, le couscous se mange avec une cuillère en bois. Très copieux, il est souvent unique pour composer le repas.

- Les entrées : salade aux aubergines, salade de cœurs de palmier, salade d’œufs aux anchois, salade de poivrons (passés au four ou sur un kanoun, ce qui les rend plus digestes car on enlève la peau) et de tomates, salade de pois chiches, salade orientale, salade juive[19], salade de fèves au cumin, œufs mimosa.

- Les soupes : chorba (avec des petites pâtes dites « langues d'oiseau ») , potaje[20], soupe à la semoule, soupe aux fèves, soupe de poisson, soupe de tomates.

- La charcuterie : boutifarre, jambon cru, longanisse, merguez, saucisses, soubressade (chorizo), pieds de porc au persil.

- Les plats de résistance autres que le couscous :
  - Les légumes sans viande : avec pâte à pain ou pâte feuilletée ou encore pâte brisée, comme les artichauts avec petits pois et fèves ou avec pommes de terre,artichauts poivrades, aubergines frites, briks, calentica[21], caldis[22], cardes, carottes au cumin, chou-fleur gratiné, cocas (petits chaussons)[23] ou coca familiale, courgettes frites, frita, fenouil au cumin, fèves au cumin, gratin de pommes de terre, migas, oignons frits, poivrons verts ou rouges (passés sur le kanoun ou au four), pizza à pâte épaisse (« pizz' » pour les Constantinois), ratatouille, tchoutchouka (avec un œuf au plat dessus).
  - Les beignets et omelettes : beignets aux aubergines, aux calamars, à la cervelle, aux courgettes, à la morue, aux sardines ; omelettes à la soubressade, aux champignons, aux courgettes, aux pommes de terre ou aux tomates.
  - Les pâtes et semoules : cannellonis, macaronis, gratin de macaronis, migas, tagliatelles, pâtes constantinoises, poulinte (la semoule de blé a remplacé la semoule de maïs de la polenta), raviolis, semoule frite.

- Les poissons, mollusques et crustacés : anchois marinés, barbot farci, bonite à la sauce tomate, calamars farcis, caldéro (comparable à la bouillabaisse), gambas flambées à l'anisette, daurade à l'oignon ou au citron confit, estocafitche[24] (morue salée et tassée), maquereaux grillés ou en escabèche, matsagounes grillées (grosses crevettes grises), mojama (bonite salée et séchée), moules en escabèche, morue, mulet grillé, oursins, poulpe à la pistarelle, ragoût de morue, rascasse marinée aux épices et à l'anis, riz aux crevettes, rouget en papillotes, sar, sardines (allatches) grillées ou en escabèche[25], sépia (seiche) à l'encre, supions (petits calamars), thon à la tomate, turbot au four.

- Les escargots : à l'aïoli, au cumin, à l'escabèche, à la sauce piquante (petits ou grands blancs).

- Les viandes :
  - Les abats[26] : rate de veau farcie (melsa), tête de mouton au four (bousoulouf), brochette de cœur ou de foie d'agneau ou de mouton, cervelle de mouton au four, pieds de mouton aux haricots.
  - Les viandes classiques seules, avec légumes ou en croûte : aubergines farcies, blanquette de veau, boulettes à la viande, chou farci, civet de marcassin, courgettes farcies, couscous au mouton, daube, épaule d'agneau au four, gazpacho oranais, loubia, méchoui, quiche, ragoût de mouton, riz au mouton, tajines, tfina, tourte maltaise.
  - Les volailles : bastela, couscous au poulet, lapin aux trois poivrons, perdreaux aux raisins secs, poulet au citron, poulet à la coriandre, poulet aux olives noires ou vertes, poulet au paprika, riz au poulet, vol-au-vent.

- La paella : plat hybride, souvent unique, mélangeant riz au safran, poulet, moules et crustacés[27].

## Les desserts

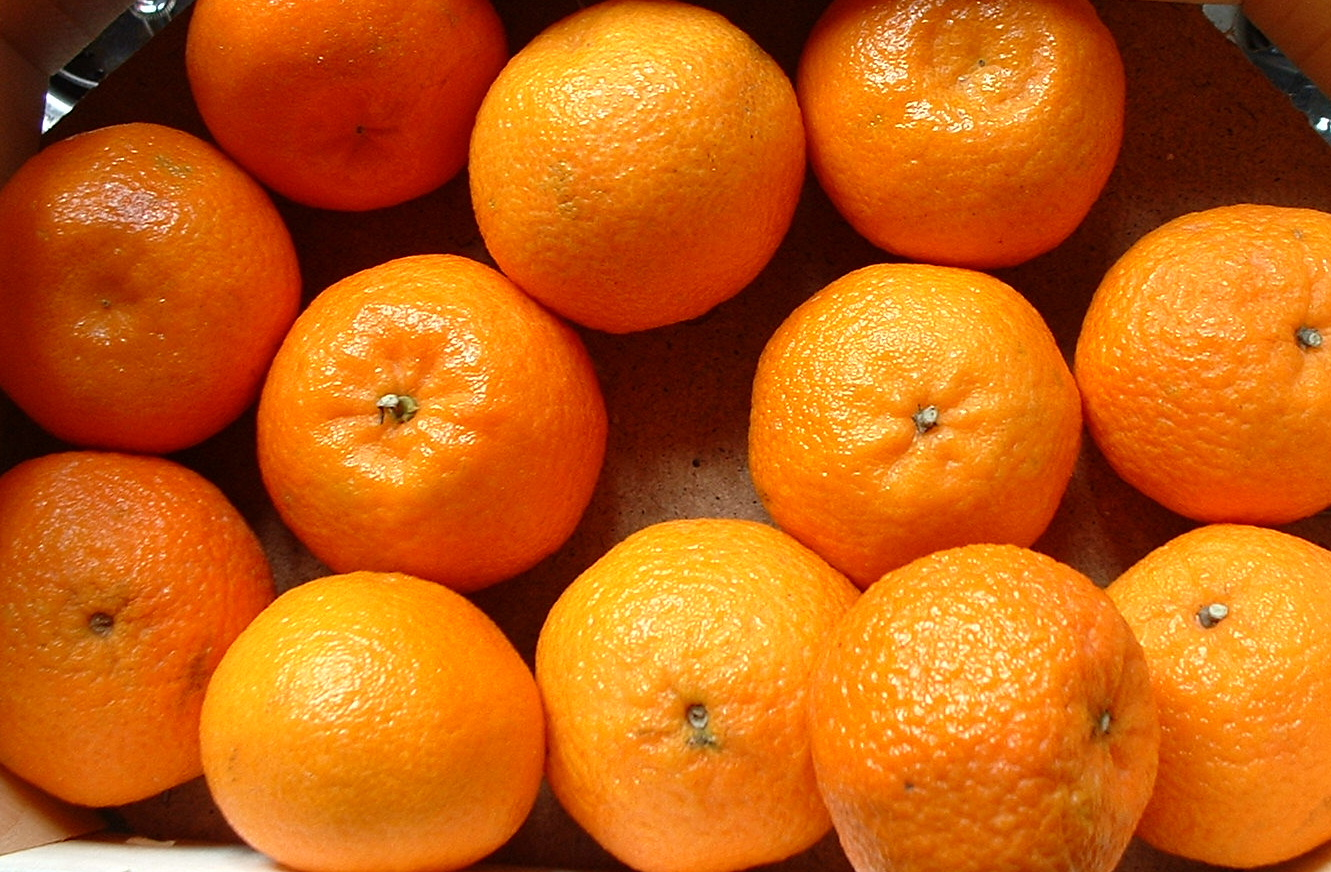
Clémentines.

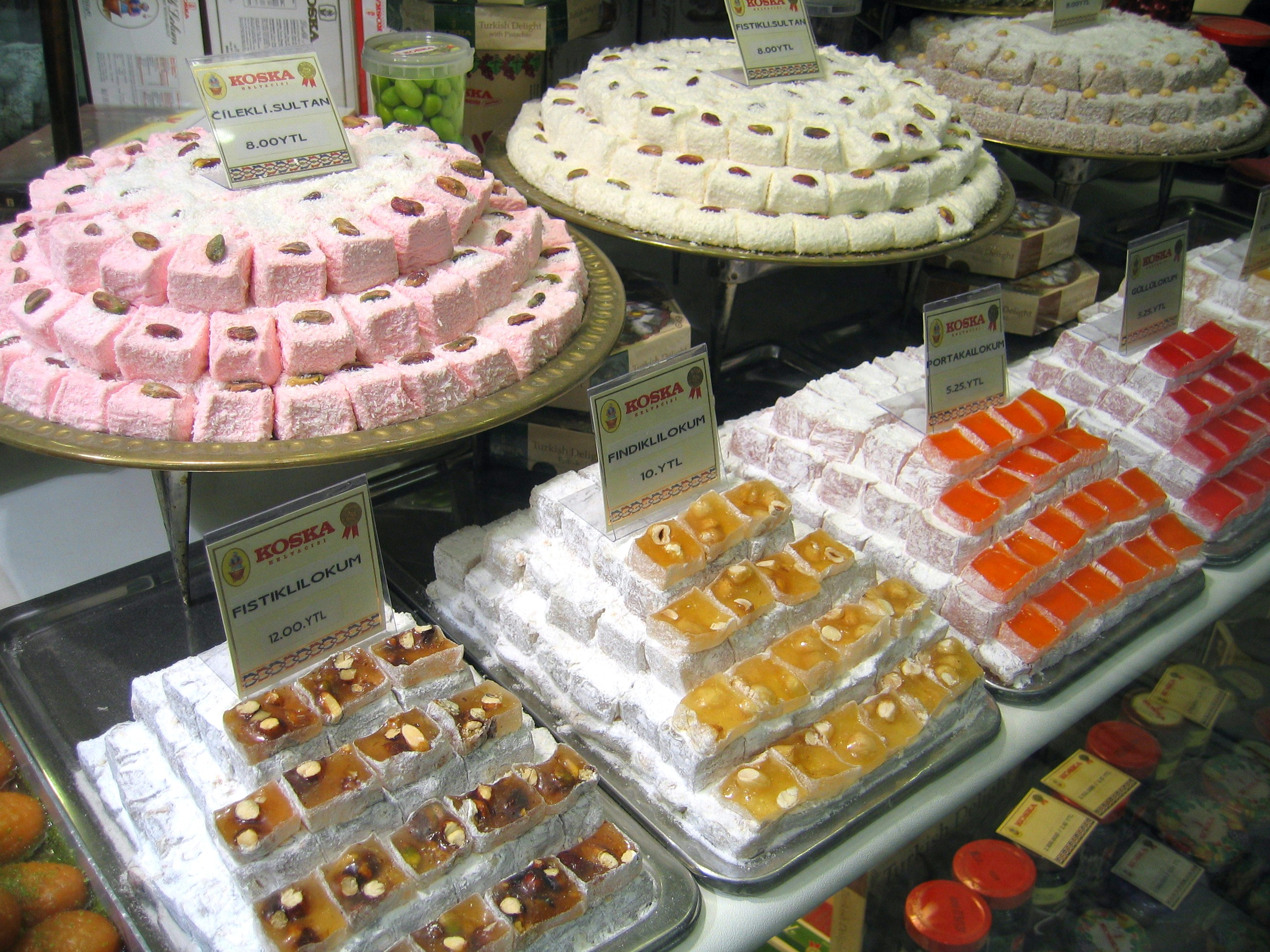
loukoums dans une confiserie.

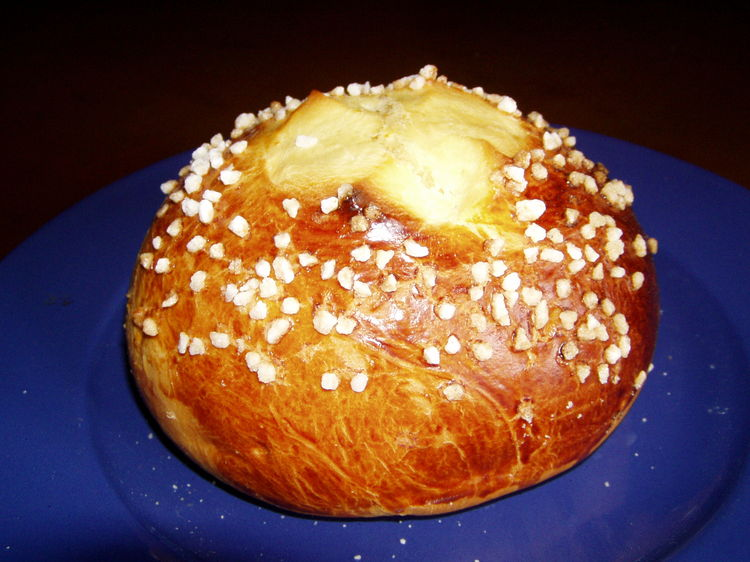
Mouna.

- Les fruits frais : abricots, agrumes, (citron vert ou jaune), clémentine (créée par hybridation par le frère Clément à Misserghin en 1892, entre un mandarinier et un bigaradier), mandarine, orange, orange amère ou sanguine, pamplemousse, arbouse, figue, coing, figue de Barbarie, grenade, jujube, melons (cantaloup, jaunes ou verts), mûres, nèfle, pastèque, plaquemine (kaki), raisin.
- Les fruits secs : abricots, amandes, cacahuètes, caroube, dattes en branches (deglet nour de la région de Biskra, très réputée), dattes sèches dites pour les "chameaux" en réalité pour les dromadaires, figues, marrons, noix, pistache, pruneaux,raisins secs, mendiants (fruits secs à Noël).
- Confiserie, pâtisseries, glaces : baklava, beignets sucrés, boule de Moscou, bradges[16], bûche de Noël, cheveux d'ange, cigare aux amandes, Knédlette ou knidlate (corbeille aux amandes, Algérie), cornes de gazelles, confiture (orange, orange amère, coings, figue, nèfle, pastèque, raisin, datte), couronnes à l'anis, couscous sucré aux raisins secs, crêpes, créponné, dattes fourrées à la pâte d'amande, délices d'Alger, doigts de la mariée, flan à l'orange, Sfendj (beignet), ftaïr (beignet tunisien), galettes sucrées, gâteau napolitain, gelée d'arbouses ou de coings, glace italienne, halva (aux amandes, à la vanille, à la pistache, ou au chocolat), rahat-lokoum ou loukoum, makroud au miel, mandarines confites, montecaos, mouna (brioche pour Pâques à l'huile d'olive ou au beurre et à la fleur d'oranger ; se mange aussi au petit déjeuner. Jusqu'à l'arrivée dans les foyers des premières cuisinières, la pâte était apportée au four du boulanger qui la cuisait)[28], nougat turon, oreillettes (merveilles), oublies, pain perdu, pâte de fruits, riz au lait à la pistache, roïcos[29], patates douces frites et sucrées, pruneaux fourrés à la pâte d'amande, salade d'oranges, sorbets, tartes, zlabia (oranaise, algéroise, tunisienne).

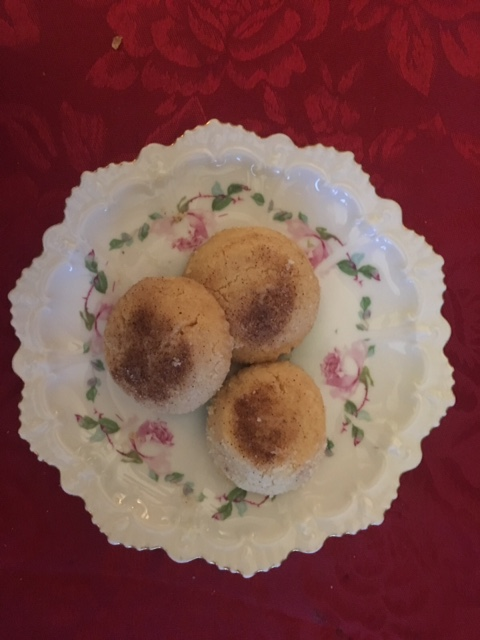
Montecaos.

## Voir aussi

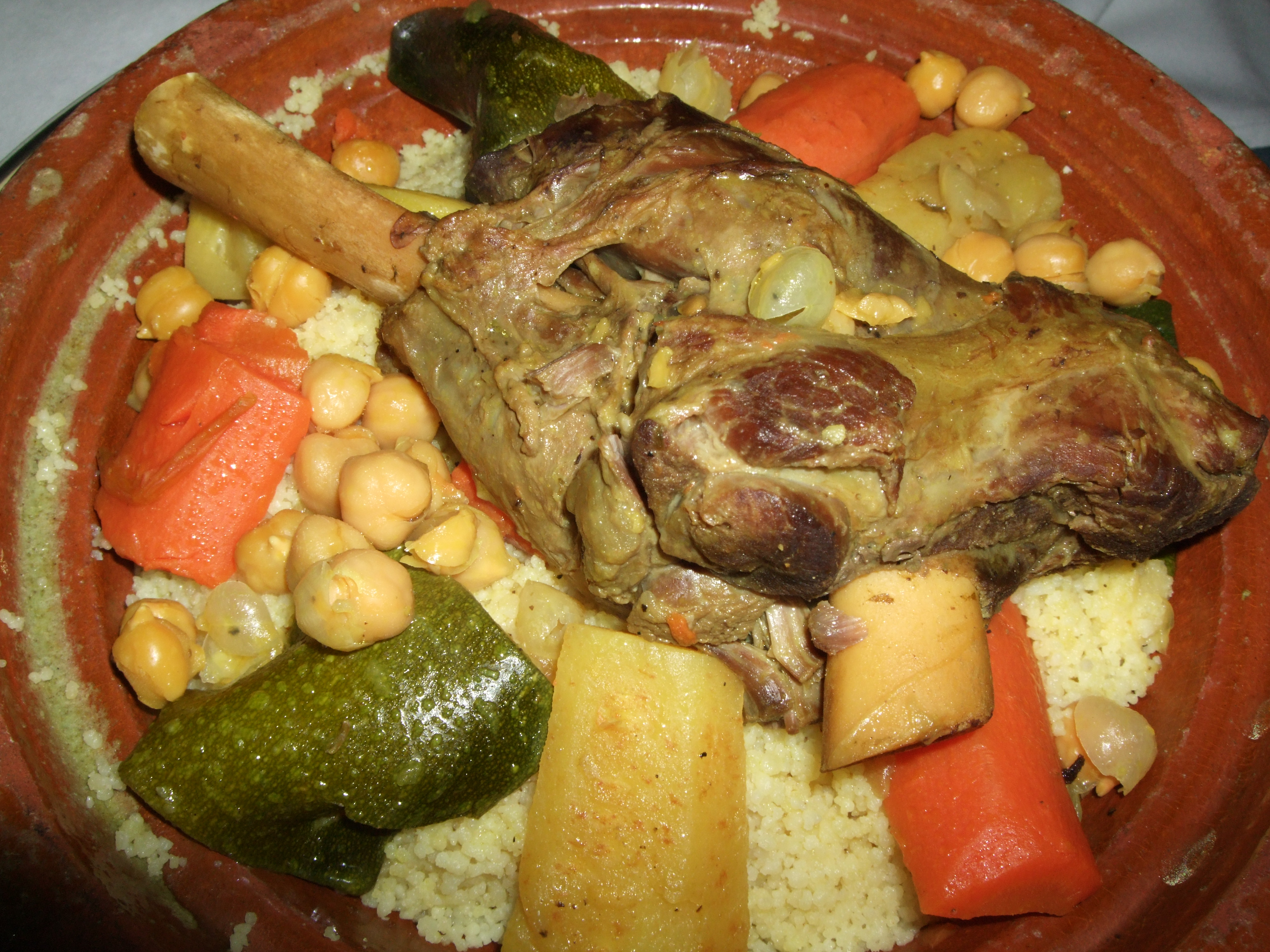
Couscous à l'agneau.